# Socrate (SNCF)
Socrate - acronyme de Système offrant à la clientèle des réservations d'affaires et de tourisme en Europe - était le nom d'un projet d'évolutions du système de réservation informatique de la  SNCF entre 1993 et 2003. Il a donné naissance au système RESARAIL, qui permet d'obtenir les horaires, les prix, effectuer la réservation et émettre des billets. 
En gare, le système Mosaïque est connecté à RESARAIL pour permettre aux guichetiers d'effectuer les ventes.

## Historique
Le système de réservation RESARAIL issu du projet Socrate a succédé au système RESA mis en place en 1970.
RESARAIL est basé sur le logiciel Sabre de la compagnie  aérienne American Airlines, dont la licence a été achetée en 1988 par la SNCF.
Lancé en 1993, il introduit un système de prix en fonction de la demande, le yield management. 
Il a fait l'objet d'incidents et de polémiques lors de son lancement et a entraîné d'importantes difficultés pour les usagers de la SNCF. Il a souvent été cité comme exemple d'échec de projet informatique,.
Le projet SOCRATE s'est terminé en 2003. 
Les applications issues de ce projet évoluent depuis par de nouveaux projets : e-billet, distribution internationale, ticketless Thalys...
En janvier 2024, le système de réservation RESARAIL a été remplacé par le système de réservation BOOST(S3) et le logiciel de vente en gare, Mosaïque, a été remplacé par un nouveau logiciel baptisé SOLAR. Également, les billets cartonnés "IATA" ont laissé place aux e-billets imprimés sur un support "ticket de caisse". 